# West Newark
West Newark var en civil parish från 1894 till 1935 då den blev en del av Newark upon Trent, i grevskapet Nottinghamshire, i England. Civil parish hade 186 invånare år 1931.